# Buzan Khan
Buzan Khan (també Buzun) fou kan del Kanat de Txagatai de vers 1332/1333 al 1334. Era fill de Duwa Temür.
Després de la deposició del seu oncle Tarmashirin, Buzan va ser proclamat kan pel kuriltai. Encara que les fonts el descriuen com a musulmà això no sembla gaire probable i en tot cas va defensar les tradicions mongols i la llei tradicional o yasa. Al cap d'uns mesos de govern fou deposat pel seu cosí Changshi.